# Северное сияние (фильм, 2001)
«Се́верное сия́ние» — российский мелодраматический художественный фильм 2001 года режиссёра Андрея Разенкова. Премьера на телевидении состоялась 1 мая 2002 года в 20:55 на телеканале «РТР».

## Сюжет
Двадцатилетняя Аня (Марина Александрова) живёт со своей матерью (Елена Коренева) в Санкт-Петербурге. Перед собственной свадьбой она решает во что бы то ни стало отыскать своего отца, которого никогда не видела. Её мать рассказывает, что отец Ани работает врачом в столице.
Аня отправляется в Москву. Там в одной из клиник она встречает врача Сергея Анатольевича (Александр Збруев), по приметам, названным матерью, похожего на её отца, и знакомится с ним, а также с его отцом и бывшей возлюбленной Натальей, которая начинает ревновать Сергея к Анне. Наталья попадает в аварию, и перед её смертью Аня рассказывает ей, что является дочерью Сергея. Анна не может устоять перед соблазном и уступает пятидесятилетнему Сергею, затем она пишет ему письмо с признанием (которого так и не показывает) и уезжает домой с женихом.
В день свадьбы мать говорит Ане, что приготовила ей сюрприз — нашла её отца, в качестве которого в присутствии всех гостей предъявляет дочери незнакомого ей мужчину с букетом цветов. Увидев его, Аня убегает из дома в свадебном платье и бежит босиком по улицам Санкт-Петербурга навстречу своему счастью. Расстроенная мать признаётся своему спутнику, что не знает, кто настоящий отец Ани, эта история остается тайной для зрителя. Тем временем Аня садится на железнодорожный экспресс «Северное сияние» и уезжает в Москву к Сергею Анатольевичу, не зная, что он сам в это время едет к ней, и герои разминулись (этой сценой начинается фильм).

## В ролях
| Актёр               | Роль                                                          |
| ------------------- | ------------------------------------------------------------- |
| Марина Александрова | Аня                                                           |
| Александр Збруев    | Сергей Анатольевич, врач из Первой градской больницы в Москве |
| Елена Коренева      | Ольга Юрьевна, мать Ани                                       |
| Даниил Страхов      | Вадим, жених и однокурсник Ани                                |
| Ирина Апексимова    | Наталья, бывшая возлюбленная Сергея Анатольевича              |
| Михаил Ульянов      | Анатолий, отец Сергея                                         |
| Сергей Никоненко    | Павел, отчим Натальи                                          |
| Лариса Удовиченко   | Ирина                                                         |
| Наталья Житкова     | подруга Ани                                                   |
| Светлана Павлова    |                                                               |
| Александр Романцов  | преподаватель ВУЗа                                            |
| Евгения Брик        | медсестра реанимационного отделения                           |

## Награды
- 2001 — фильм получил на III Фестивале русского искусства и кино в Ницце (Франция) признание критиков и был назван лучшей лентой о любви в 2001 году[1].